# L'assassí del nuc
L'assassí del nuc (originalment en anglès, The Clovehitch Killer) és una pel·lícula de thriller estatunidenca de 2018 dirigida per Duncan Skiles i escrita per Christopher Ford. És protagonitzada per Dylan McDermott, Charlie Plummer, Samantha Mathis i Madisen Beaty. La pel·lícula està ambientada a Kentucky, on es va rodar. Es va estrenar al Festival de Cinema de Los Angeles el 22 de setembre de 2018 i es va estrenar en una selecció de sales el 16 de novembre de 2018, distribuïda per IFC Midnight. La pel·lícula es va inspirar principalment en la història de l'assassí en sèrie Dennis Rader. S'ha doblat al valencià per À Punt.

## Repartiment
- Charlie Plummer com a Tyler Burnside
- Dylan McDermott com a Don Burnside
- Samantha Mathis com a Cindy Burnside
- Madisen Beaty com a Kassi
- Brenna Sherman com a Susie Burnside
- Lance Chantiles-Wertz com a Billy
- Emma Jones com a Amy